# 松地区拉朗德
松地区拉朗德（法語：Lalande-en-Son）是法国瓦兹省的一个市镇，属于博韦区（Beauvais）勒库德赖圣热尔梅县（Le Coudray-Saint-Germer）。该市镇总面积5.99平方公里，2009年时的人口为681人。

## 人口
松地区拉朗德人口变化图示